# Sandigliano
Sandigliano är en ort och kommun i provinsen Biella i regionen Piemonte i Italien. Kommunen hade 2 669 invånare (2018).